# Пиньейрус (река)
Пиньейрус (порт. Rio Pinheiros) — река в бразильском штате Сан-Паулу.
Длина около 25 км, известна тем, что протекает через г. Сан-Паулу. В колониальные времена река была известна, как Журубатуба (Jurubatuba), что на языке тупи означает место с большим количеством пальм jerivás.
На правом берегу реки, после колонизации был построен Форт Emboaçava для защиты имеющейся здесь деревни от постоянных нападений индейских племён.
В начале XX века вокруг реки стали поселяться иммигранты, в основном, итальянцы и японцы.
В 1920 году название было изменено на современное, после того как течение реки перенесли в искусственное русло. Работы по исправлению русла реки для борьбы с частыми наводнениями велись с 1928 до 1950 года. В результате были созданы условия для сооружения электростанции в Кубатао.

## Галерея

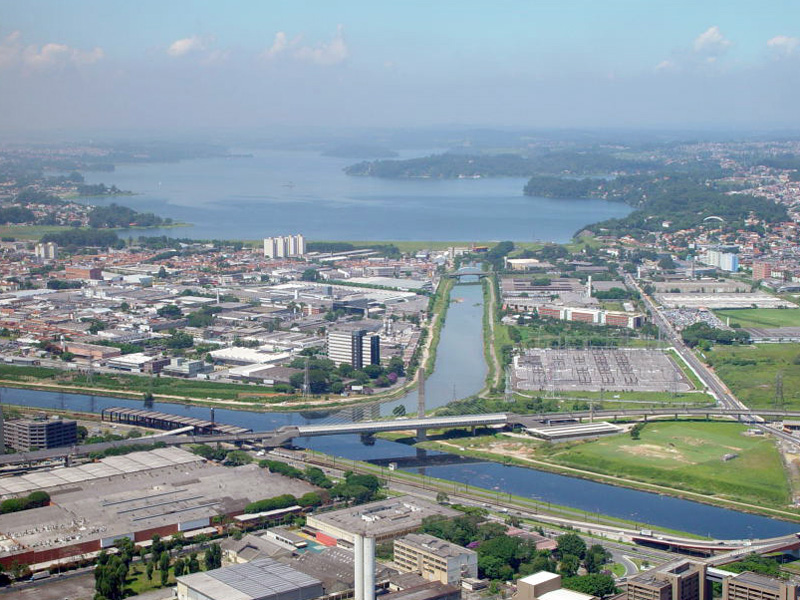
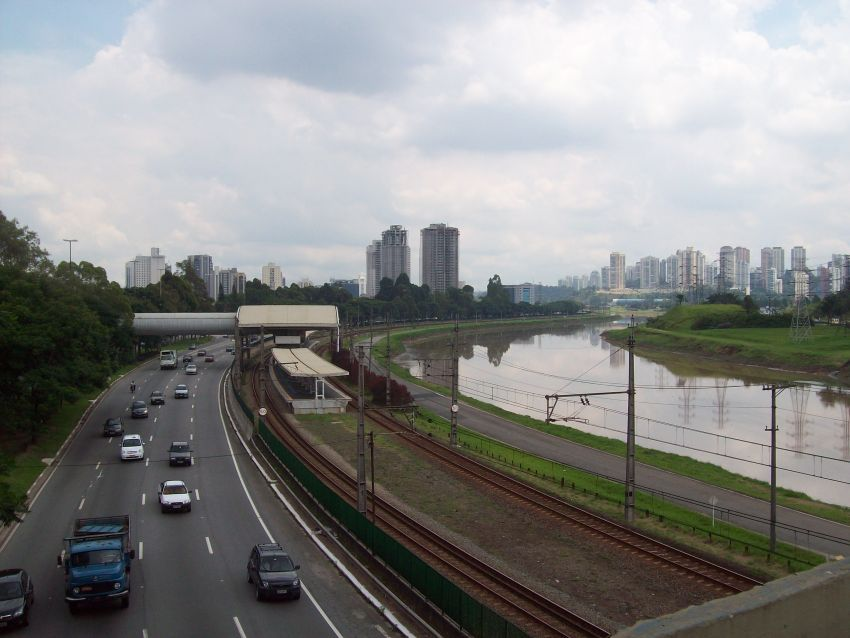
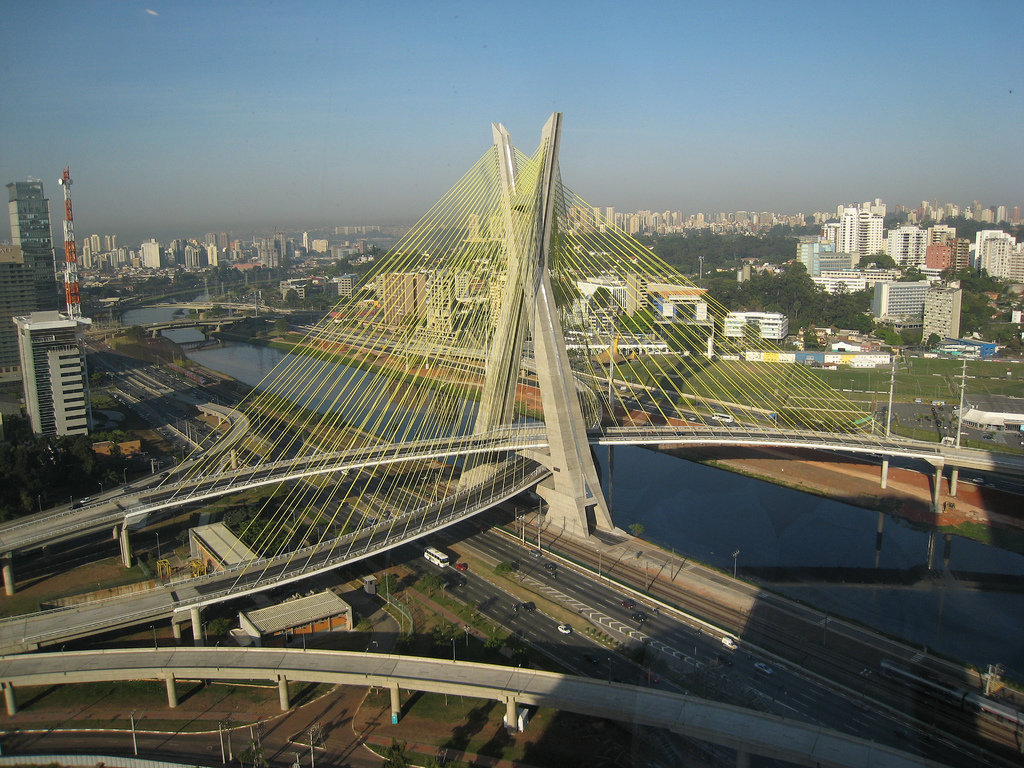
Мост Октавио Фриас де Оливейра в Сан-Паулу